# توبقال (جماعة)
توبقال هي جماعة قروية في إقليم تارودانت بجهة سوس ماسة جنوب المغرب. وهي تضم 8489 نسمة، حسب الإحصاء العام للسكان والسكنى لسنة 2014. ورغم إنتمائها لإقليم تارودانت فهي تعتبر واحدة من أبعد الجماعات القروية عن مركز الإقليم، حيث يبعد مركز جماعة توبقال عن مدينة تارودانت بـ 155 كلم (حوالي 3 ساعات).

## دواوير الجماعة
| قبيلة تيفنوت (فرع تيزكي) | قبيلة أيت تلتي | قبيلة إنمراغت                                                              |
| --- | --- | -------------------------------------------------------------------------- |
| - دوار إمليل - دوار واونزورت - دوار ألمكال - دوار تكنيت نتنسالفت - دوار مزكمات - دوار تلمرسلت - دوار أنضوص - دوار تيزوال - دوار أكادير - دوار أمسوزارت - دوار إبرواين - دوار تكاترت - دوار تيسكان - دوار أيت ايكران - دوار إدكانودين - دوار تيمزاكين - دوار أكرزران - دوار ميسور | - دوار الزاويت - دوار الموضع - دوار أسراين - دوار أزرو - دوار تلمست - دوار تسلومت - دوار أضاض - دوار تمسولت - دوار تكشدرن | - دوار تيكمي إيكران - دوار الأربعاء - دوار تكونت - دوار تيورار - دوار أفزا |

## التعليم
قائمة المؤسسات التعليمية في جماعة توبقال:
- مجموعة مدارس توبقال (المركزية: إنمراغت / الوحدات: الأربعاء - تكشدرن - تسلومت - أضاض)
- مجموعة مدارس بحيرة إفني (المركزية: أمسوزارت / الوحدات: تكاترت - أكادير- تكديرت - أيت إكران - تكنيت نايت وكتن - أكرزران - ميسور)
- مجموعة مدارس البحتري (المركزية: إمليل / الوحدات: واونزورت - تكنيت أفخار - مزكمات - تلمرسلت)
- مجموعة مدارس أبي عنان المريني (المركزية: أيت تلتي / الوحدات: أزرو - الزاويت - الموضع)

يُتابع التلاميذ التعليم الإعدادي في إعدادية تفنوت بجماعة أهل تفنوت، والتي تتوفر على دار للطالب لإيواء التلاميذ. ويوجد حاليا دراسة لبناء إعدادية بمشيخة أيت ثلثي.

## السياحة
تتوفر جماعة توبقال على العديد من الأماكن السياحية التي يأتي إليها الزوار من مختلف المدن المغربية، ومن أشهر الأماكن السياحية في توبقال:
- بحيرة إفني: تُعتبر من بين أهم المنتزهات والفضاءات الطبيعية التي تستهوي عشاق السياحة الجبلية وهي تقع على علو 2395 متر، وتتراوح درجات الحرارة فيها خلال فصل الصيف بين 15 و18 درجة مئوية.
- منطقة امسوزارت
- تزداد جمالية المنطقة أكثر خلال موسم تساقط الثلوج

## النقل والطرق
يمكن الوصول لمركز جماعة توبقال إنطلاقاً من مدينة أولوز، مُروراً بجماعات أوزيوة وإكيدي وأهل تفنوت. ولكن رغم كونها طريق معبدة، فهي في حالة سيئة، بسبب عدم إصلاحها وتضررها بشكل كبير من الوديان الموسمية.
ترتبط جماعة توبقال أيضاً بطريق معبدة تربط بينها وبين جماعة تيدلي بإقليم ورزازات، إلى غاية مركز أكويم بالطريق الوطنية الرابطة بين مراكش وورزازات.

## الصحة
تتوفر جماعة توبقال على مركز صحي قروي من المستوى الأول، وعلى صيدلية واحدة بمركز الجماعة.
وهناك مشروع لانجاز مستوصف تكشدرن في منطقة افلا نتلوين وهو موقع استراتيجي يتوسط مشيختي انمراخت وايت تلتي.

## الجمعيات
قائمة الجمعيات في جماعة توبقال:
- جمعية .. (دوار ..)
- جمعية .. (دوار ..)
- جمعية .. (دوار ..)

## وصلات خارجية
- الصفحة الرسمية للجماعة القروية توبقال على فايسبوك